# Bathyraja schroederi
Bathyraja schroederi és una espècie de peix de la família dels raids i de l'ordre dels raïformes.

## Reproducció
És ovípar i les femelles ponen càpsules d'ous, les quals presenten com unes banyes a la closca.

## Hàbitat
És un peix marí i d'aigües profundes que viu fins als 1.000 m de fondària.

## Distribució geogràfica
Es troba a l'oceà Atlàntic sud-occidental i el Pacífic sud-oriental: Xile i la desembocadura del Riu de La Plata (l'Argentina).

## Observacions
És inofensiu per als humans.